# Ludwig Merckle (Unternehmer, 1965)
Ludwig Merckle (* 8. Juni 1965 in Hamburg) ist ein deutscher Unternehmer.

## Leben
Ludwig Merckle ist der älteste Sohn von Ruth und Adolf Merckle, verheiratet mit Ehefrau Ursula und Vater von zwei Kindern. Er studierte Wirtschaftsinformatik an der Universität Mannheim und trat ab 1997 die Nachfolge seines Vaters Adolf Merckle in der Merckle Unternehmensgruppe an, zunächst als Kopf der Firmengruppe Merckle/Ratiopharm, später dann als Geschäftsführer der Holding.
Im Mai 2009 nahm Ludwig Merckle das Alleinerbe seines verstorbenen Vaters an, um somit die Restrukturierung und Entschuldung der Merckle Unternehmensgruppe zu ermöglichen.
Zufolge der Forbes-Milliardärs-Liste belief sich Merckles Vermögen im Oktober 2022 auf 4,8 Milliarden US-Dollar.

## Positionen
- Aufsichtsratsmitglied und Vorsitzender des Personalausschusses der HeidelbergCement AG
- Aufsichtsratsvorsitzender der Kässbohrer Geländefahrzeug AG
- Aufsichtsratsvorsitzender der Württembergische Leinenindustrie AG
- Aufsichtsratsmitglied der Zollern GmbH und Co. KG (ehemals Fürstlich Hohenzollerische Hüttenwerke)
- Geschäftsführer der VEM Vermögensverwaltungs GmbH (bis Januar 2009)
- stellvertretender Aufsichtsratsvorsitzender der Phoenix Pharmahandel AG & Co. KG (bis Februar 2009)

## Ehrungen und Auszeichnungen
- 2011 „Familienunternehmer des Jahres“ durch das Handelsblatt für die erfolgreiche Sanierung der Merckle Unternehmensgruppe.[4]
- 2017 „Familienunternehmer des Jahres“ durch die Intes Akademie für beispielhafte Leistungen im Hinblick auf den langfristigen Erhalt der Unternehmensgruppe als Familienunternehmen.[5]
- 2022 „Wirtschaftsmedaille des Landes Baden-Württemberg“ durch Wirtschaftsministerin Dr. Nicole Hoffmeister-Kraut für herausragende unternehmerische Leistungen und zum Dank für besondere Verdienste um die baden-württembergische Wirtschaft.[6]